# Quelae
Quelae (Kalae, Quelai) ist eine osttimoresische Aldeia im Suco Talitu (Verwaltungsamt Laulara, Gemeinde Aileu). 2015 lebten in der Aldeia 841 Menschen.

## Geographie und Einrichtungen
Die Aldeia Quelae liegt im Nordwesten des Sucos Talitu. Östlich befindet sich die Aldeia Talitu und südlich die Aldeia Fatuc-Hun. Im Westen grenzt Quelae an den Suco Cotolau und an der Nordspitze an die Gemeinde Dili mit ihrem Suco Ailok (Verwaltungsamt Cristo Rei). Der Bemos, ein Quellfluss des Rio Comoro, fließt entlang der Grenze zu Fatuc-Hun. Der Lauf eines Nebenflusses markiert die Westgrenze zu Cotolau.
Die Überlandstraße von Aileu im Süden nach Dili im Norden verläuft ein Stück entlang der Grenze von Quelae zur Aldeia Talitu. An ihr liegt der Ort Quelae, in dem sich auch die Grundschule der Aldeia befindet.

## Politik
Bei den Kommunalwahlen in Osttimor 2009 wurde Luís de Jesus zum Chefe de Aldeia gewählt. Die nächsten Wahlen fanden 2016 und 2023 statt.